# Dragonul Wawel
Dragonul Wawel (în poloneză Smok Wawelski), cunoscut și ca Dragonul Dealului Wawel, este un dragon faimos din folclorul polonez. El a trăit într-o peșteră la poalele dealului Wawel pe malul râului Vistula. Dealul Wawel se află în Cracovia, fosta capitală a Poloniei. În unele povestiri dragonul a trăit înainte de fondarea orașului, când zona a fost locuită de fermieri.
Catedrala Wawel și Castelul Wawel din Cracovia sunt pe Dealul Wawel. Catedrala are o statuie a dragonului Wawel și o placă de comemorare a înfrângeri lui de către Krak, un rege polonez, confom plăcii, care a fondat orașul și și-a construit palatul peste bârlogul dragonului ucis. Peștera dragonului, mai jos de castel,  este acum o destinație turistică populară.

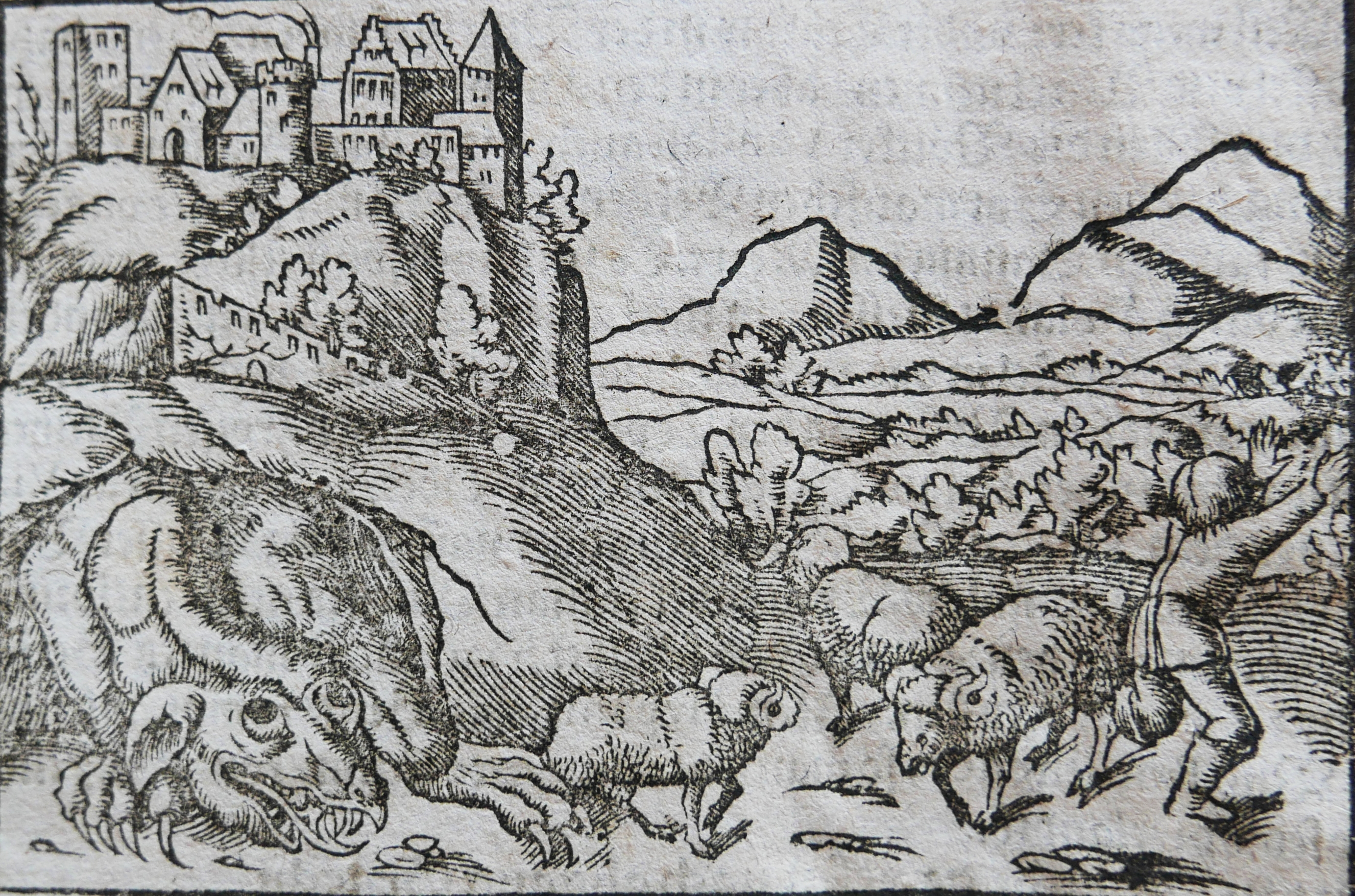
Dragonul Wawel, din Cosmographie Universalis a lui Sebastian Münster (1544)

## Istorie
Cea mai veche cunoscută relatare a poveștii este din secolul al XII-lea, în lucrarea lui Wincenty Kadłubek.
Conform unei versiuni populare a povestirii despre dragon acțiunea are loc în Cracovia, de-a lungul conducerii lui Krak, fondatorul legendar al orașului. În fiecare zi dragonul rău distrugea localități din întreg ținutul, omorând oamenii, jefuind casele lor și devorând animalele acestora. În multe versiuni ale istoriei, dragonului îi plăcea cel mai mult să devoreze fetele tinere, și putea fi potolit numai în cazul în care locuitorii orașului lăsau o fată tânără în fața peșterii sale o dată pe lună. Regele a vrut să scape de dragon o dată pentru totdeauna, dar cel mai curajos cavaler al lui a pierit de la respirația de foc a dragonului. Versiunile populare povestesc despre sacrificiul fetelor tinere, fiecare fată din oraș fiind în cele din urmă sacrificată cu excepția uneia, Wanda, fiica regelui. Disperat, regele a promis mâna frumoasei sale fiicie oricui va putea să-l distrugă pe dragon. Războinici mari de aproape și de departe au luptat pentru fiica regelui, dar n-au izbutit. Într-o zi un cizmar cu numele Skuba a acceptat provocarea. El a umplut un miel cu sulf și l-a pus în fața peșterii dragonului. Dragon l-a mâncat și în curând i-a venit o sete incredibilă. S-a dus spre râul Vistula și a băut, și a băut, și a băut. Dar nici o cantitate de apă nu i-a putut stăpâni durerile din stomac; după ce a băut jumătate din râul Vistula s-a umflat și a crăpat. Skuba s-a căsătorit cu fiica regelui, după cum a fost promisiunea, și au trăit fericiți până la adânci bătrâneți.

## Timpurile moderne

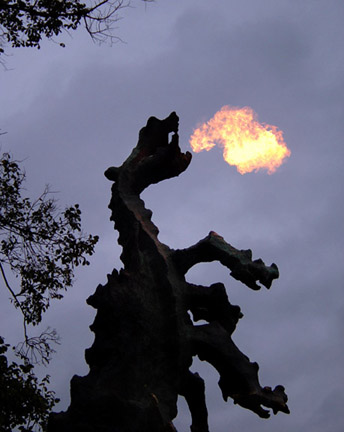
Sculptura dragonul Wawel făcută de Bronisław Chromy

În 1972 o sculptură de metal a dragonului făcută de Bronisław Chromy a fost amplasată în fața vizuinei dragonului. Dragonul are șapte capete, dar adesea oamenii cred că el are un cap și șase picioare. Pentru amuzamentul copiilor, ea suflă foc zgomotos la un interval de câteva minute, datorită unui duze de gaze naturale instalată în gura sculpturii.
Strada care duce de-a lungul malurilor râului spre castel este (Ulica smocza), care se traduce ca Strada „Dragonului”.

## Dragonul în cultură
- Premiile Dragonul Wawel (de aur, argint, bronz, premiul mare al dragonilor și dragonului a premiului special dragonul), subnt de obicei prezentate la Festivalul de film de la Cracovia din Polonia
- Dragonul („Bestia Cracoviei”) a apărut în al optulea număr a unei serii de benzi desenate Nextwave de la Marvel Comics (scrisă de Warren Ellis și desenată de Stuart Immonen).